# Freudenschüsse
Als Freudenschuss bzw. Freudenschüsse, englisch Celebratory gunfire bezeichnet man das Abfeuern von Schusswaffen in die Luft zu Feierzwecken wie Hochzeiten, Feiertage, Abschiede von Soldaten oder sportliche oder militärische Siege. Obwohl es in bestimmten Regionen als kultureller oder traditioneller Ausdruck der Freude wahrgenommen werden kann, gefährdet es die öffentliche Sicherheit erheblich. Die Geschosse, die in den Himmel geschossen werden, verlieren schließlich ihre Aufwärtsbewegung, und die Schwerkraft führt dazu, dass sie wieder zu Boden fallen. 

## Beschreibung
Bedeutende und tödliche Unfälle durch herabfallende Geschosse werden weltweit verzeichnet. Es gibt Länder, in denen Freudenschüsse deshalb gesetzlich verboten sind.
Typische Anlässe für Freudenschüsse sind unter anderem der Neujahrstag sowie religiöse Feiertage. Vor allem in den Vereinigten Staaten, in Teilen Osteuropas und im Nahen Osten gehört das Abfeuern von Freudenschüssen zur Tradition.
Die Praxis führt mitunter zu Todesfällen und Verletzungen durch verirrte Projektile. Auch Sachschäden sind eine mögliche Folge: So werden nach solchen Feiern gelegentlich zerschlagene Fensterscheiben oder beschädigte Dächer festgestellt. Bei Verletzungen durch herabfallende Kugeln stirbt ein Drittel der so getroffenen Opfer. In Jordanien wurden 1.500 Tote in fünf Jahren durch Freudenschüsse gezählt, da herabfallende Kugeln mit einer Geschwindigkeit von bis zu 60 Metern pro Sekunden auf die Erde zurückkehren. Dies reicht aus, um die Schädeldecke eines Menschen zu durchschlagen.